# Aeroportul Internațional Varșovia–Radom
Aeroportul Internațional Varșovia-Radom a fost fondat în anii 1920 și este folosit în prezent atât de armată, cât și în scopuri civile. Este situat la aproximativ 3 km est de centrul orașului Radom și la 100 km de Varșovia. Adaptarea aeroportului pentru nevoile civile a început în 2012. În mai 2014, Aeroportul Radom a intrat în Registrul Național al Aeroporturilor Civile. În 2023, a fost finalizată construcția unui nou terminal, cea mai modernă construcție de acest tip în Polonia, fiind pregătit să accepte 3 milioane de pasageri pe an (cu posibilitatea de a se extinde până la 9 milioane de pasageri). Traseul reconstruit inițial a fost extins la 2500 m și, împreună cu noua parcare, permite funcționarea aeronavelor utilizate de companiile aeriene low-cost, cum ar fi Boeing 737, Airbus A320 și A321neo.
Ajutorul principal de navigație este un sistem de aterizare instrumentală (ILS) din categoria ILS II, ceea ce face posibilă acest tip de aterizare atunci când vizibilitatea scade la 300 de metri. Doar șase aeroporturi din Polonia au un sistem similar: Modlin, Wrocław, Rzesów, Lublin, Katowice și Gdańsk, iar în cea mai înaltă categorie se află doar Aeroportul Chopin din Varșovia. Acest aeroport a fost primul din Polonia care a adoptat un sistem de lumini de pistă bazat în întregime pe surse LED.
În apropierea aeroportului se află drumurile internaționale E77 (DK7/S7) și E371 (DK9) și drumul național (DK12/S12), precum și linii feroviare care duc la Varșovia, Cracovia, Łódź și Lublin. Construcția unei noi stații de călători de la aeroportul Radom a început în vara anului 2023.